# Ryzec
Ryzec (Lactarius) je rod hub z čeledi holubinkovitých.

## Popis
Ryzce jsou kloboukaté masité houby stavbou a tvarem podobné holubinkám. Nejnápadnější rozdíl mezi ryzci a holubinkami je ten, že ryzce po poranění roní mléko. Toto mléko je bezbarvé nebo mívá bílou, červenou nebo žlutou barvu a u některých druhů se na vzduchu barva mění. Klobouk bývá vyklenutý, později plochý, vmáčklý či až nálevkovitý, třeň válcovitý. Hymenofor je tvořen křehkými lupeny výrazně sbíhajícími na třeň.

## Výskyt
Tvoří mykorhizu s listnatými i jehličnatými stromy. V České republice fruktifikuje většina druhů přibližně od června do října.

## Druhy
V České republice roste více než 100 popsaných druhů ryzců.
Některé druhy:

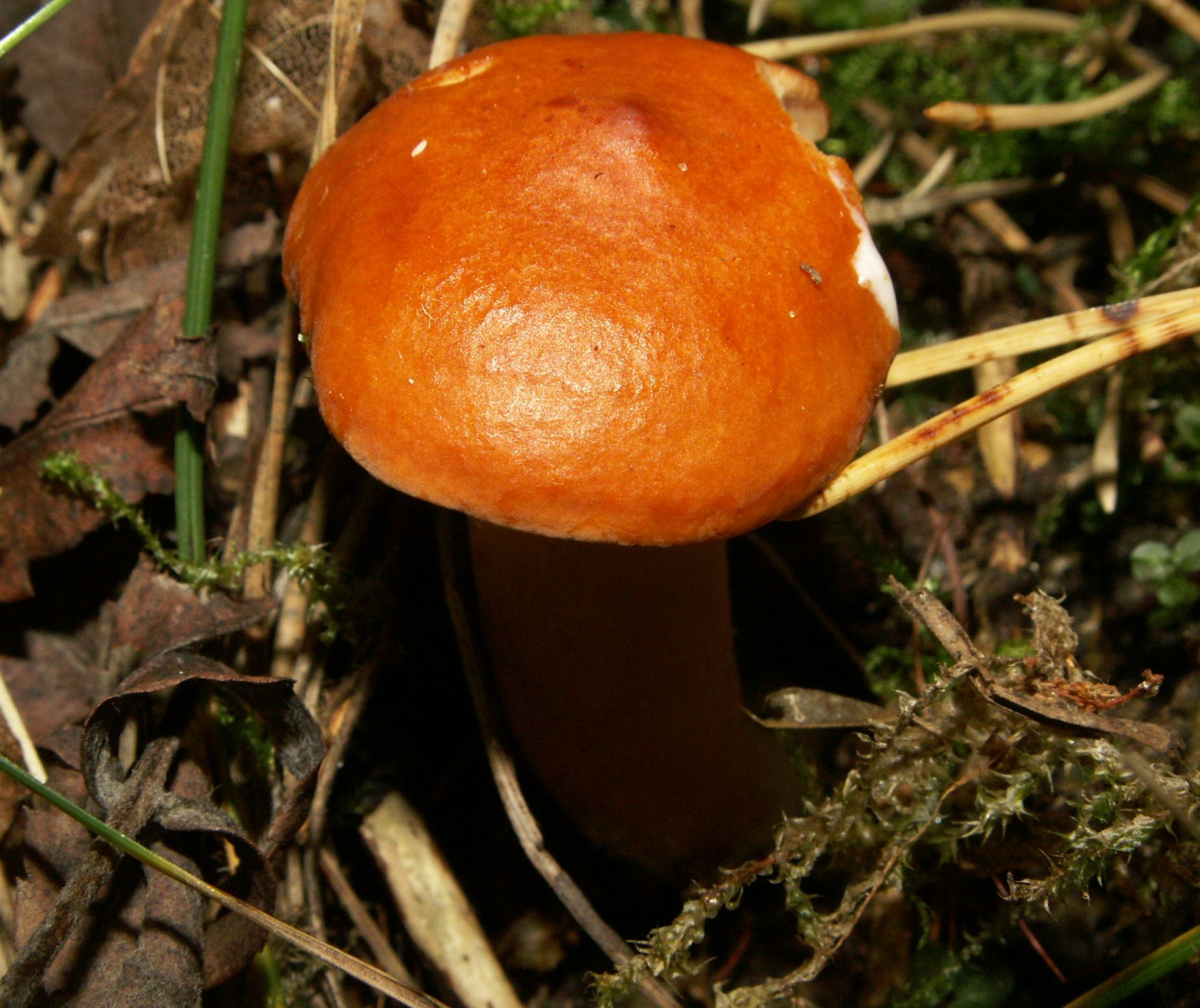
Ryzec bledý (Lactarius pallidus)
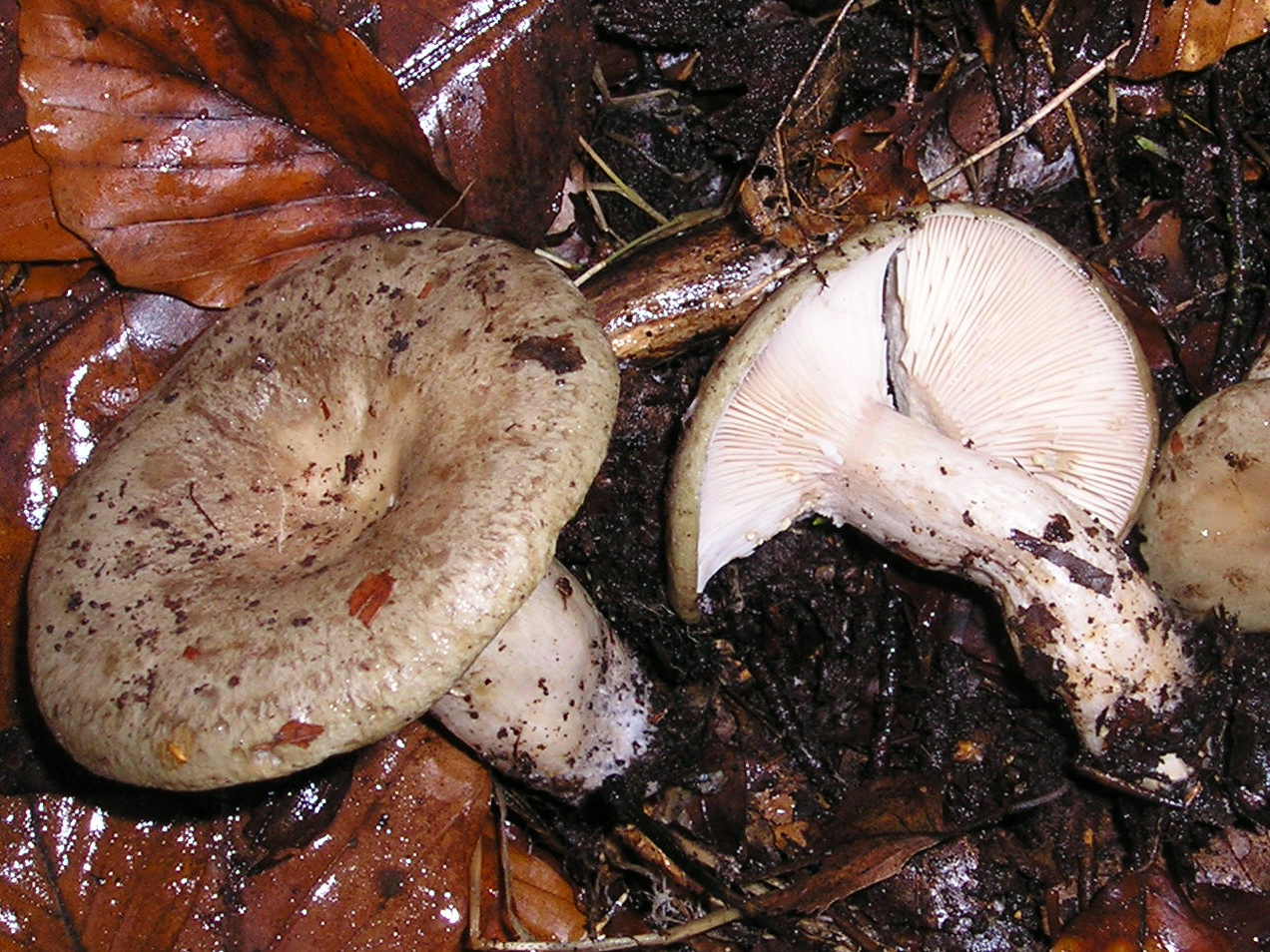
Ryzec černohlávek (Lactarius lignyotus)
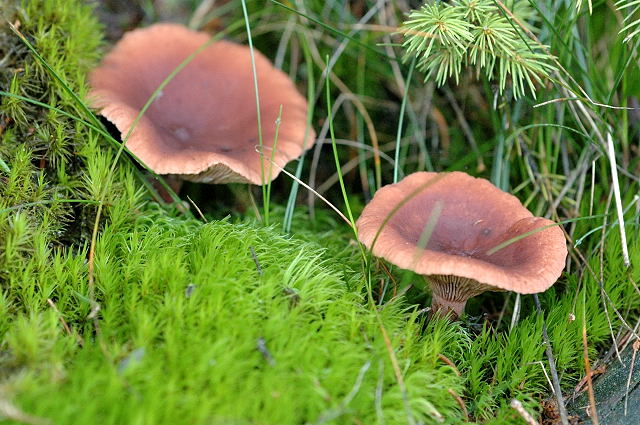
Ryzec dubový (Lactarius quietus)
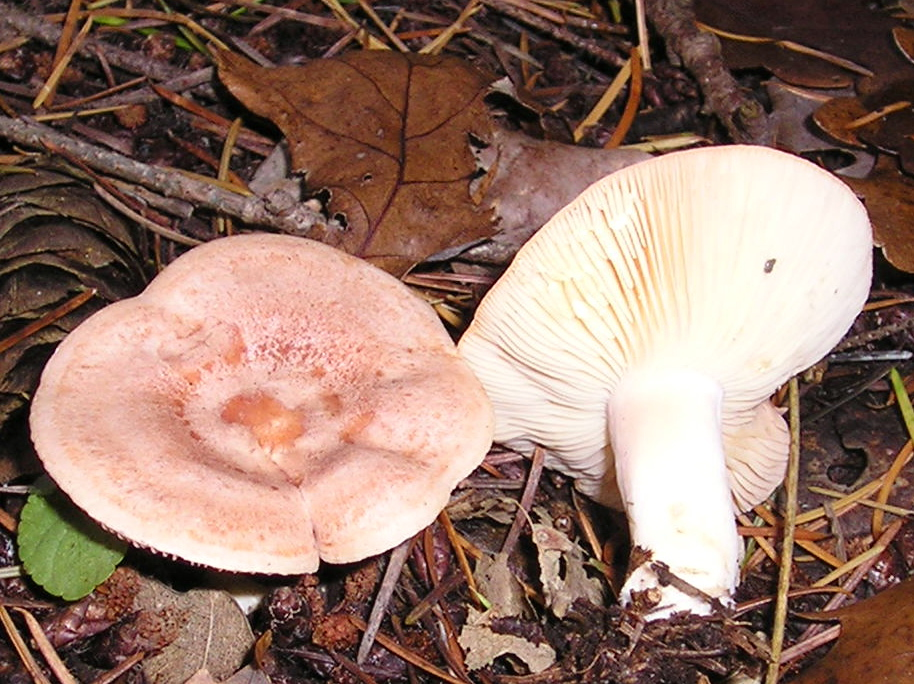
Ryzec hnědý (Lactarius helvus)
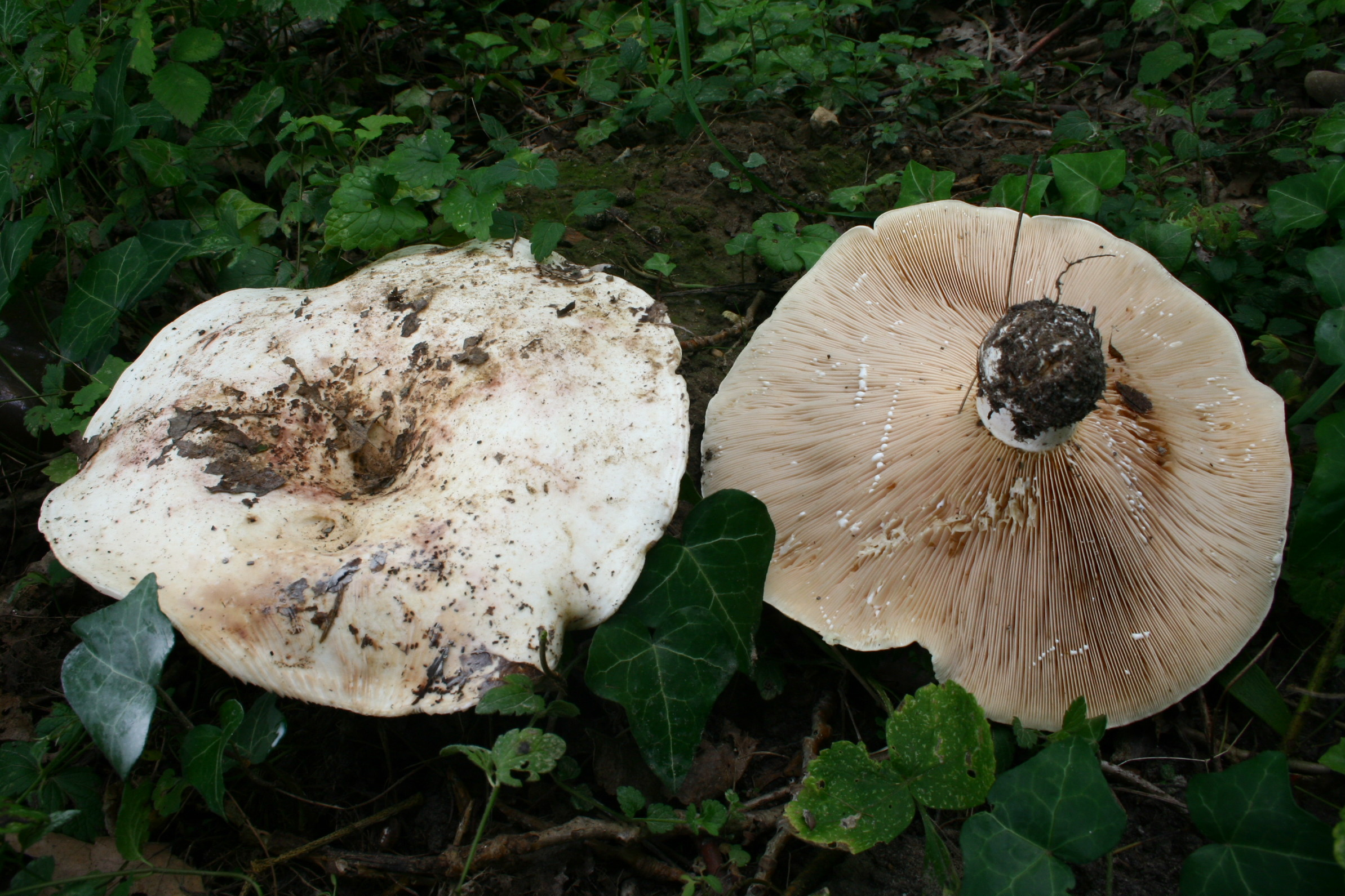
Ryzec kravský (Lactarius torminosus)
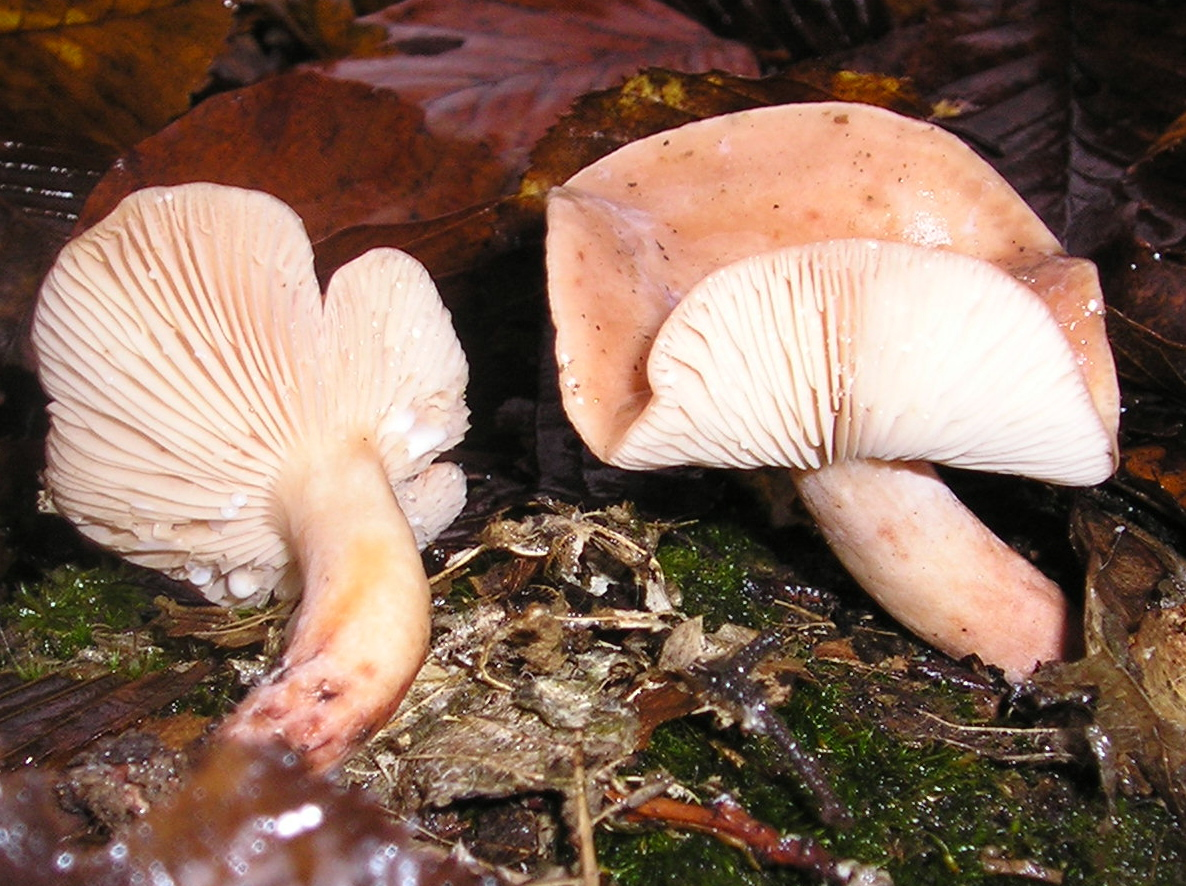
Ryzec krvomléčný (Lactarius sanguifluus)
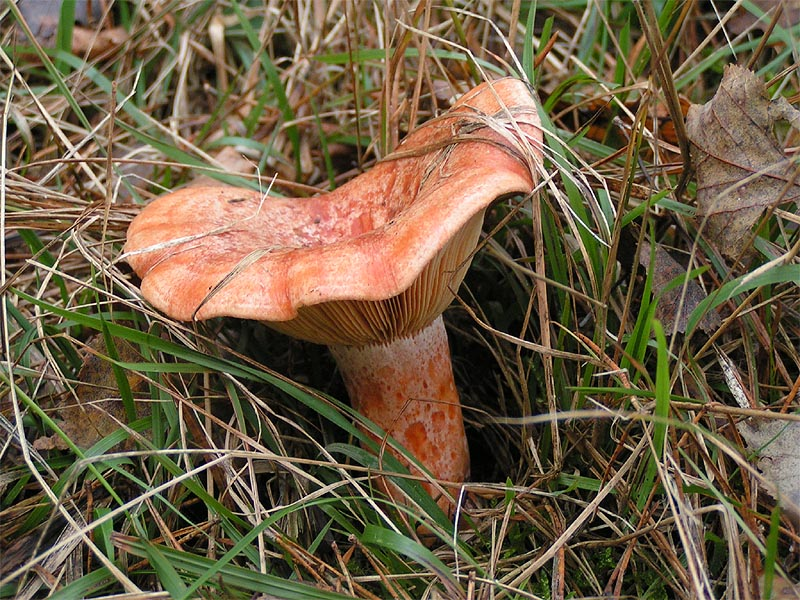
Ryzec oranžový (Lactarius mitissimus)
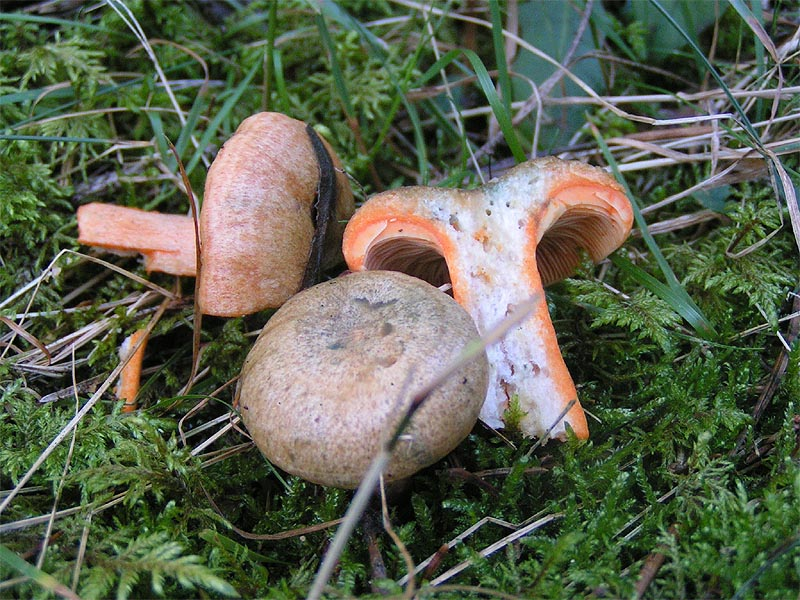
Ryzec osmahlý (Lactarius quieticolor)
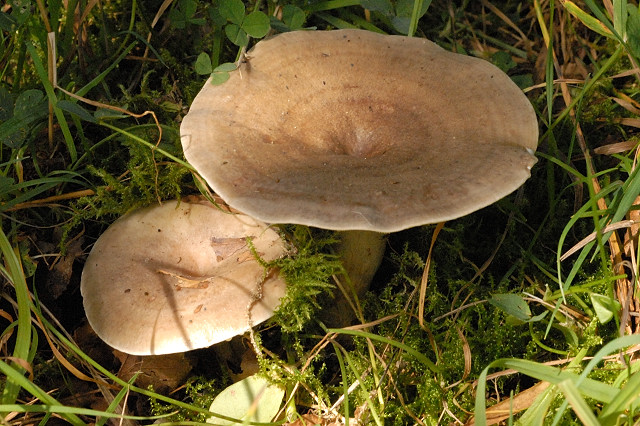
Ryzec peprný (Lactarius piperatus)
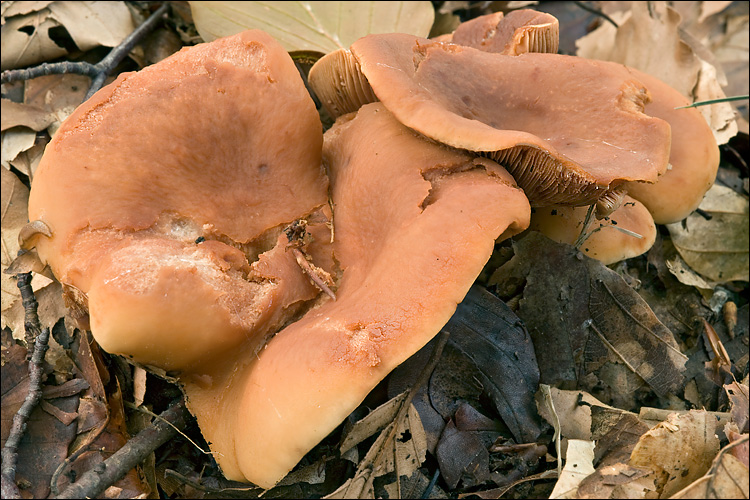
Ryzec pravý (Lactarius deliciosus)
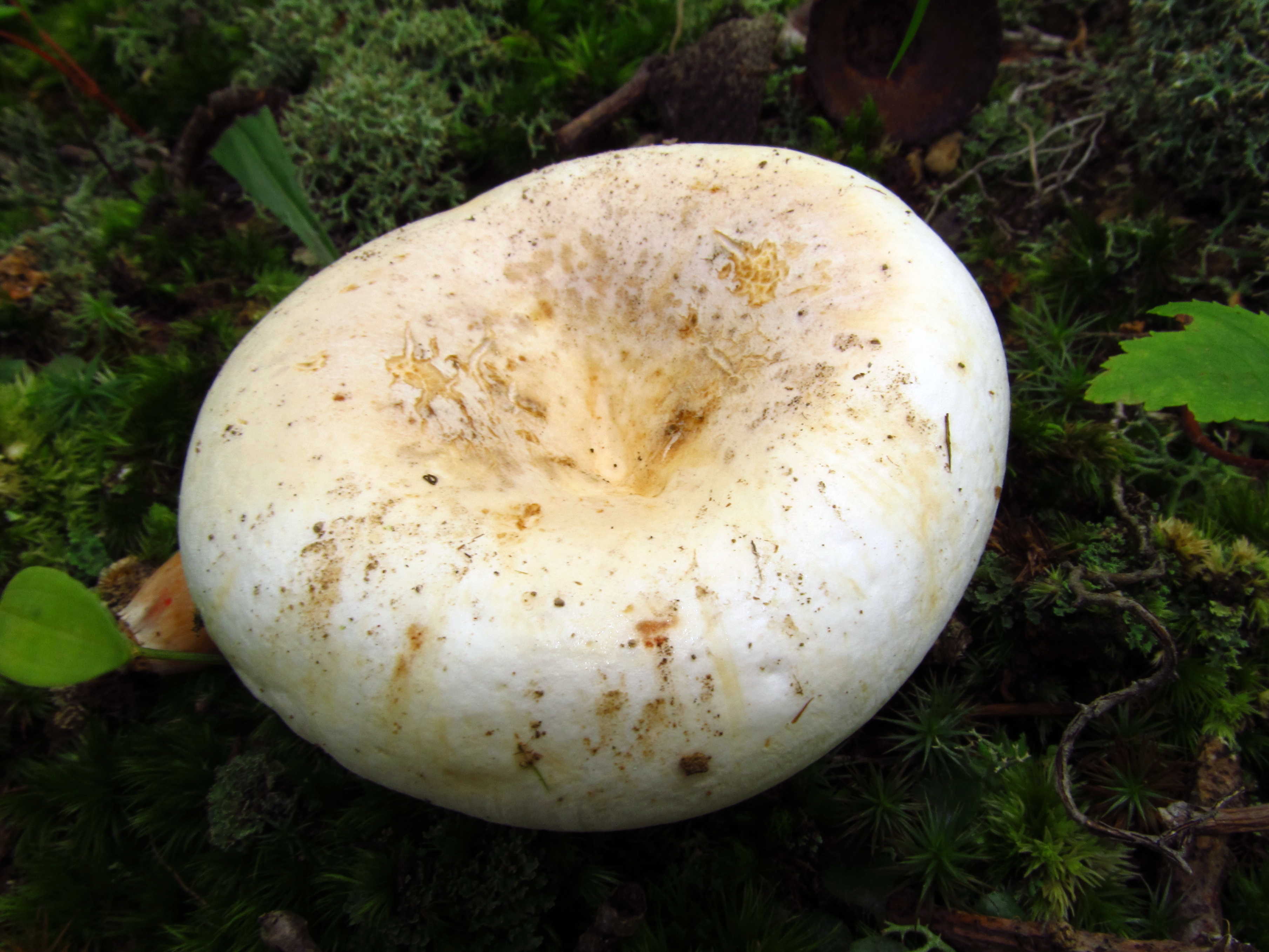
Ryzec ryšavý (Lactarius rufus)
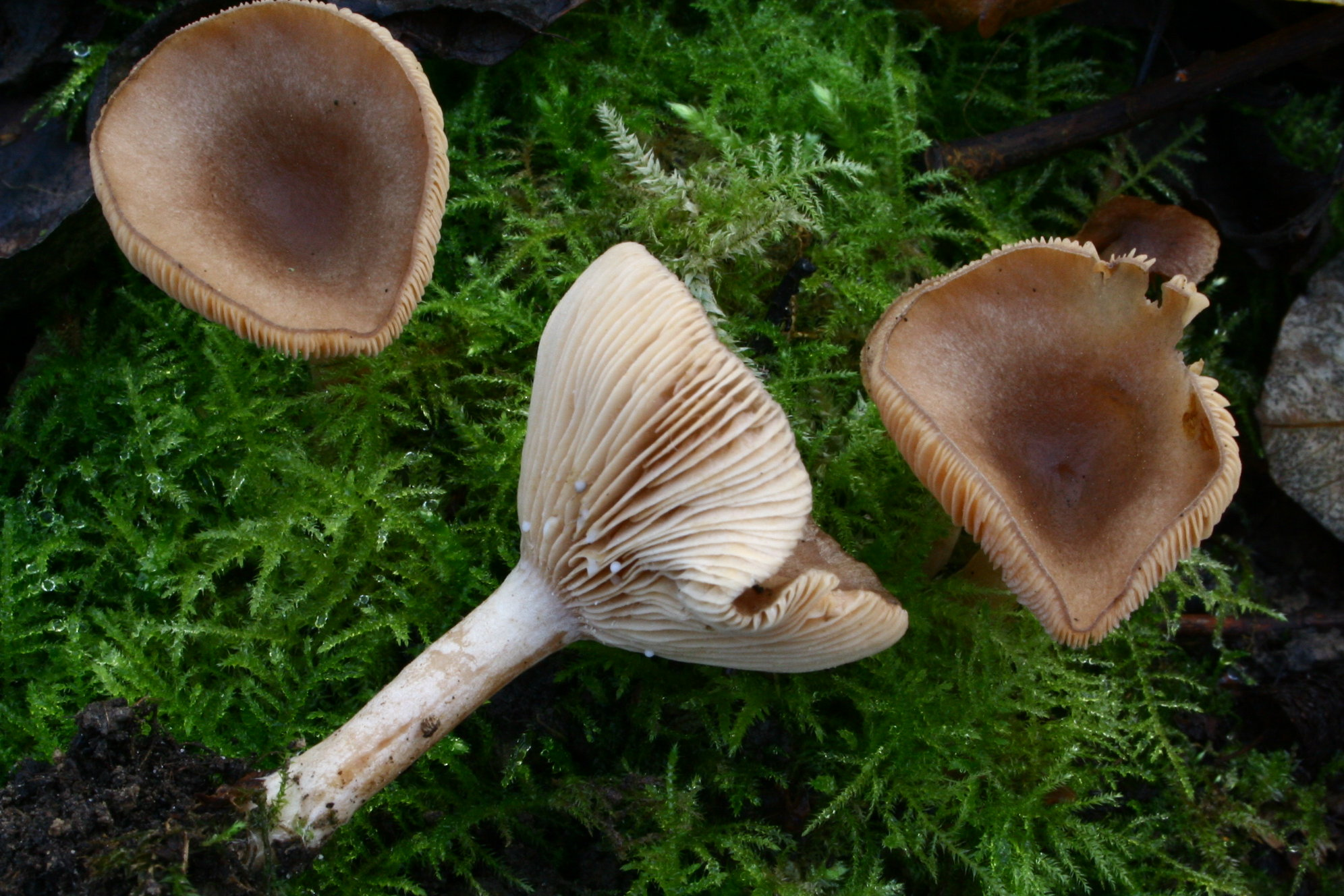
Ryzec sazový (Lactarius fuliginosus)
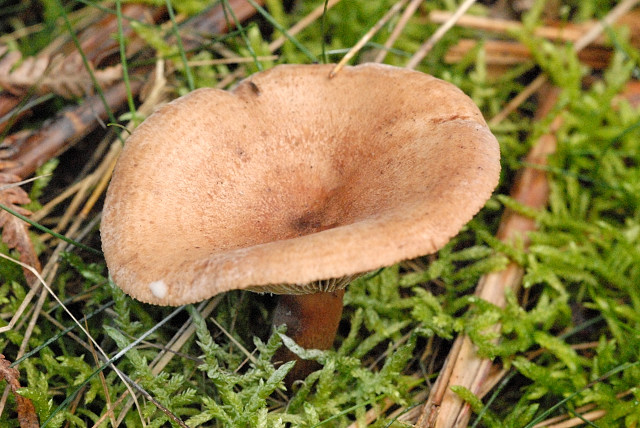
Ryzec smrkový (Lactarius deterrimus)
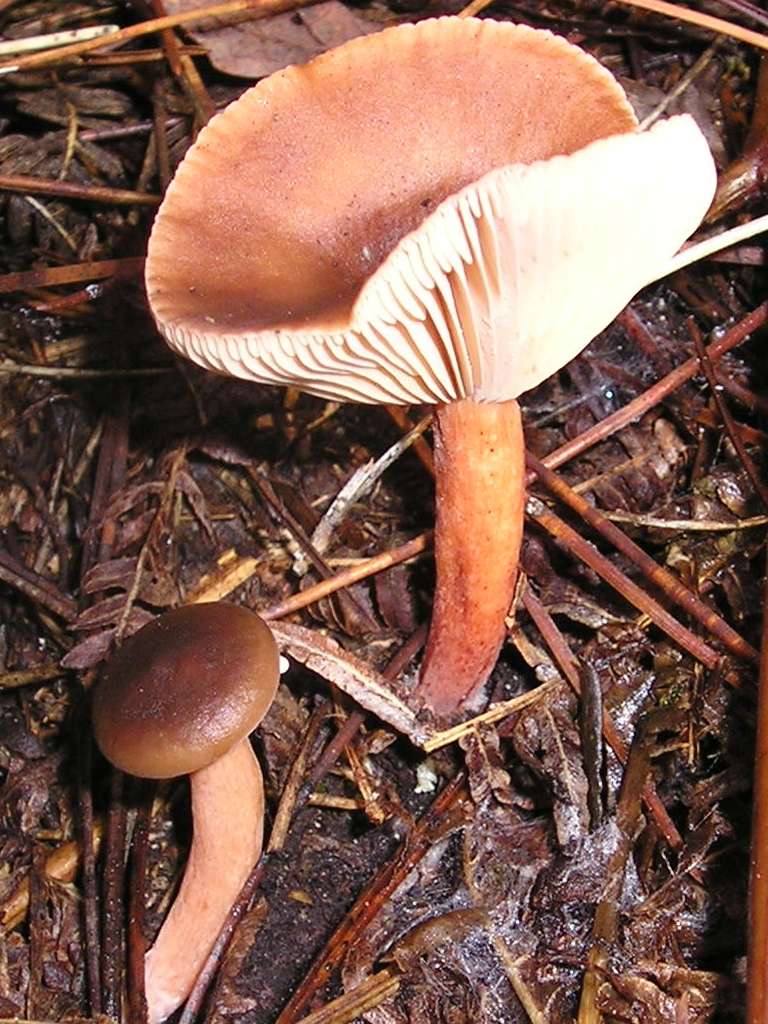
Ryzec smoločerný (Lactarius picinus)
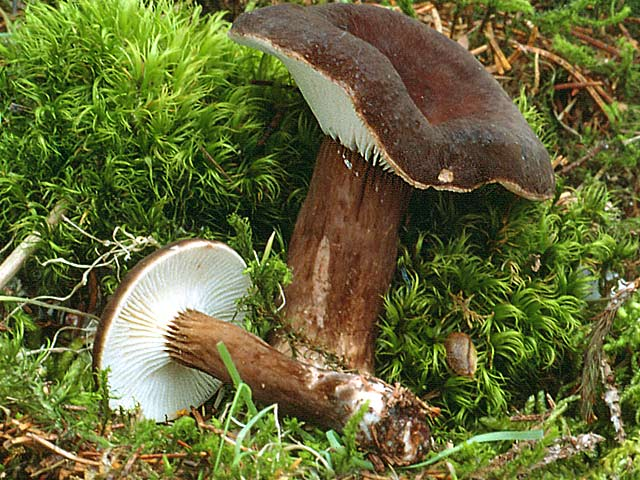
Ryzec syrovinka (Lactarius volemus)
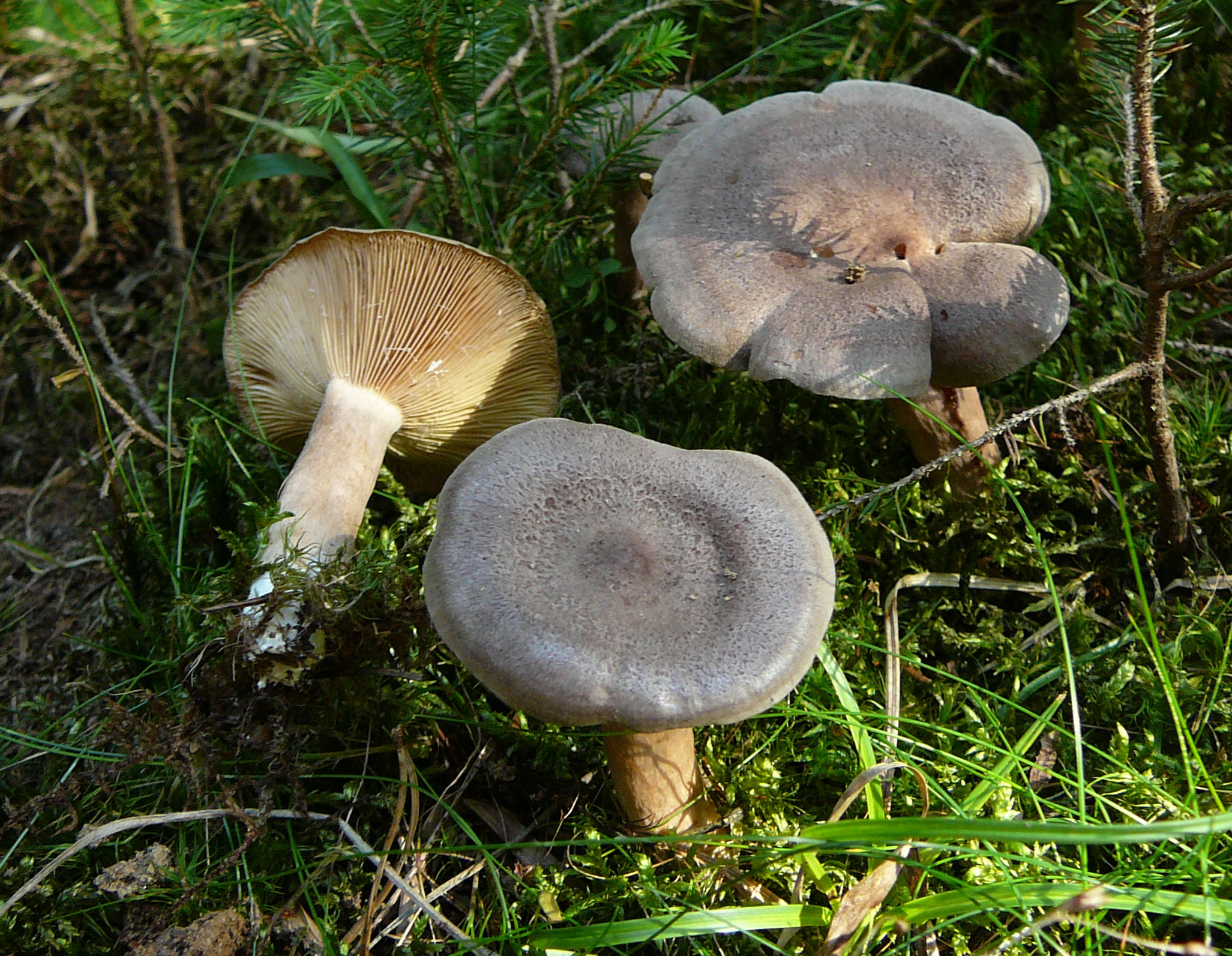
Ryzec šeredný (Lactarius turpis)
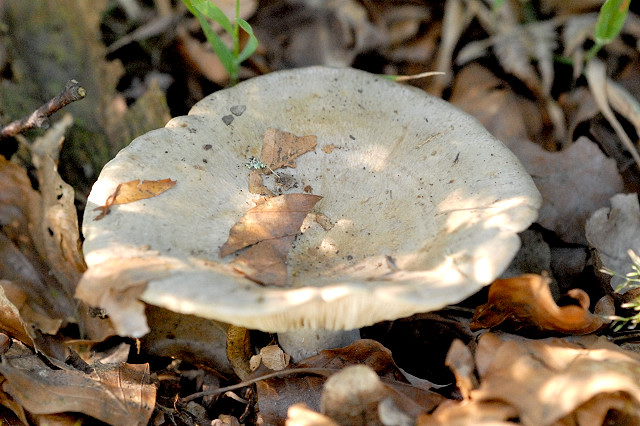
Ryzec bledý (Lactarius pallidus)
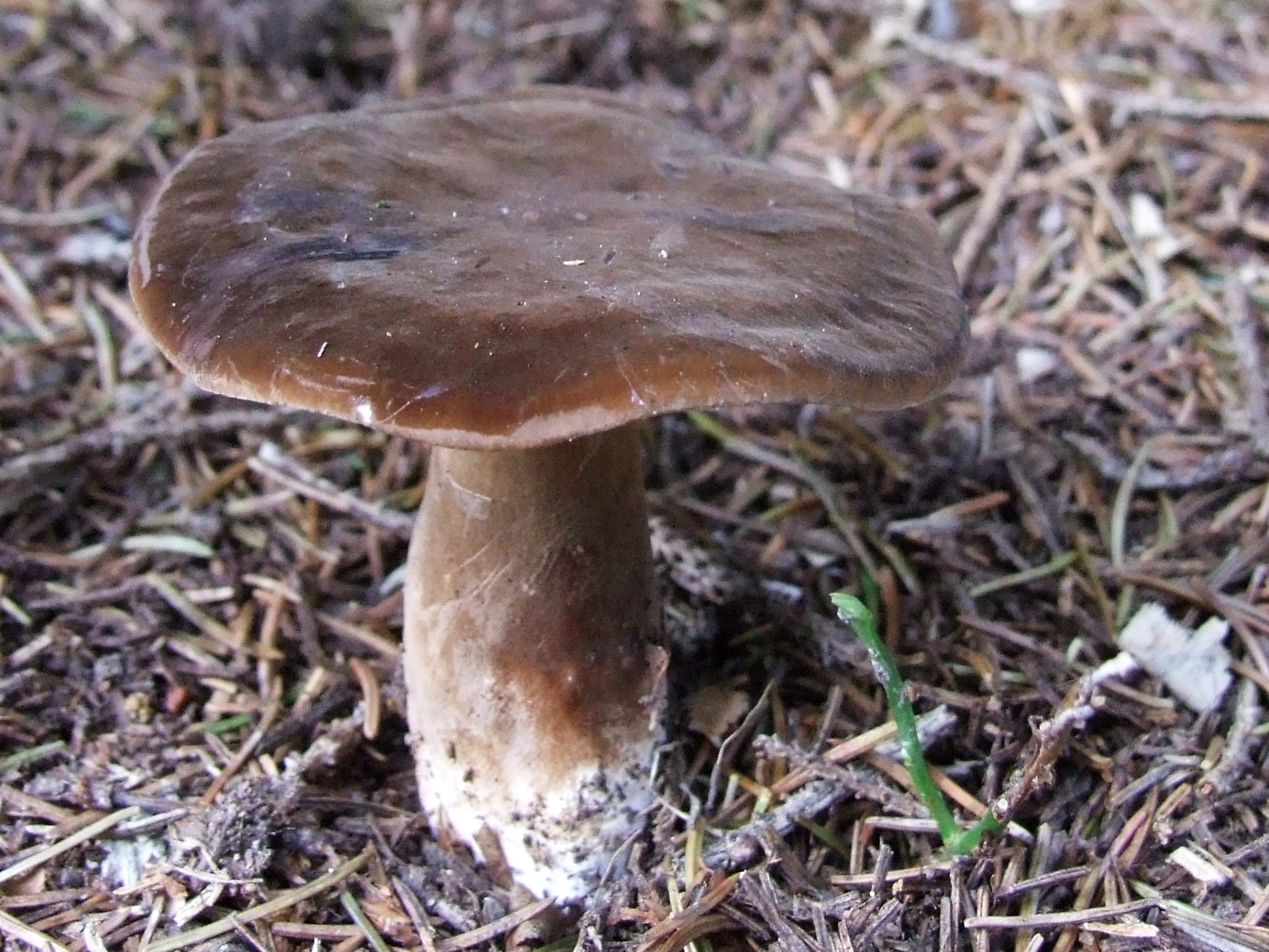
Ryzec datlí (Lactarius picinus)
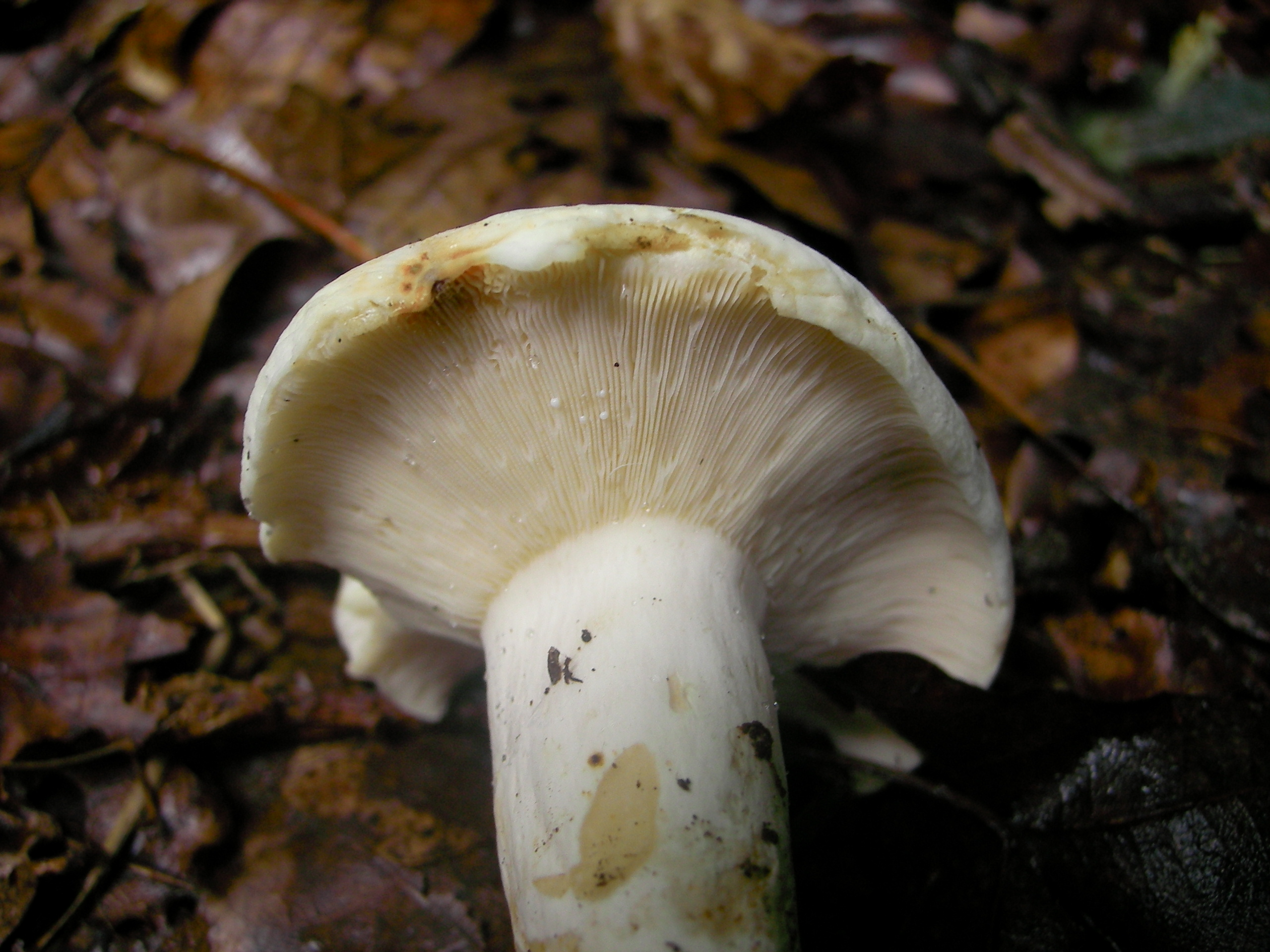
Ryzec peprný (Lactarius piperatus)
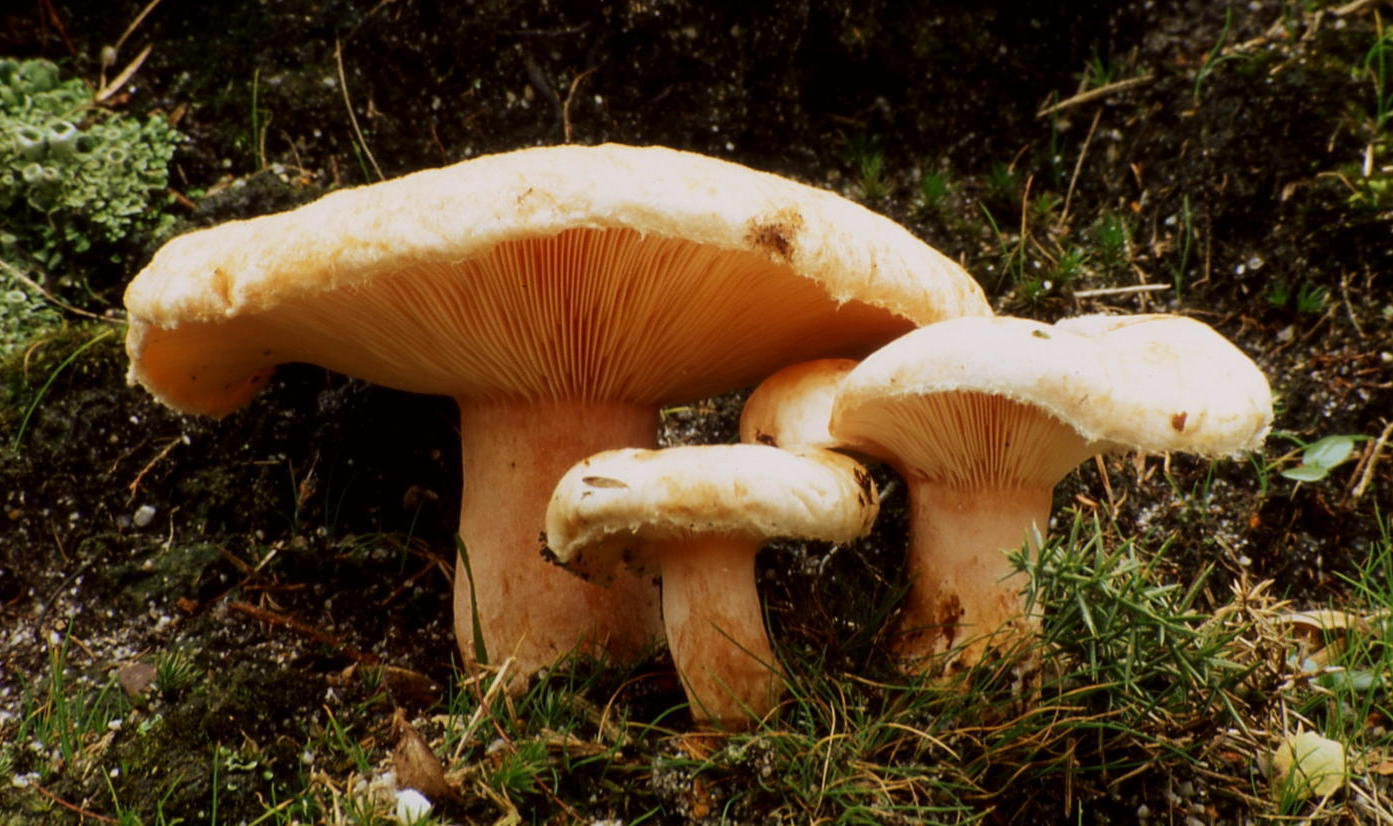
Ryzec pýřitý (Lactarius pubescens)
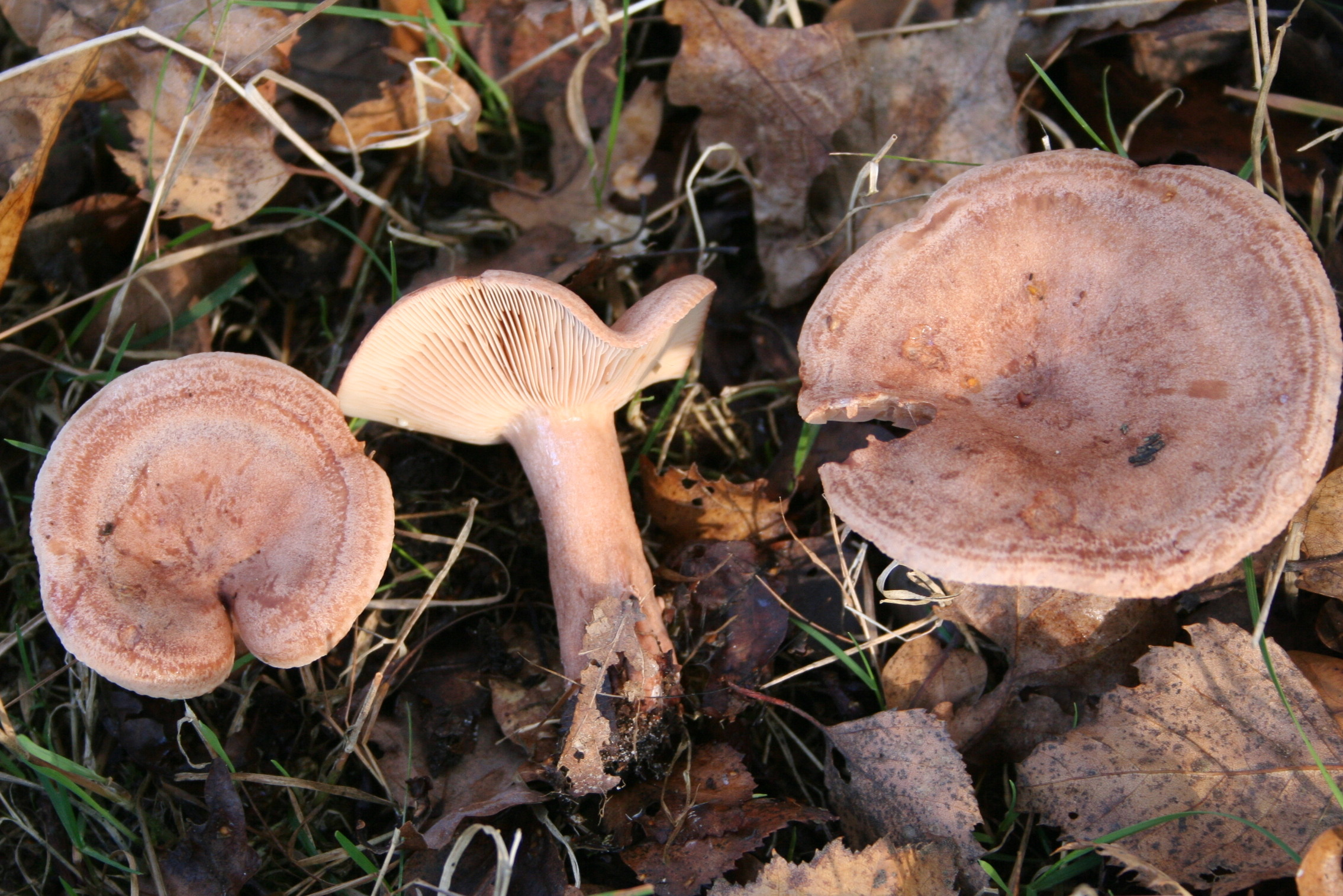
Ryzec dubový (Lactarius quietus)
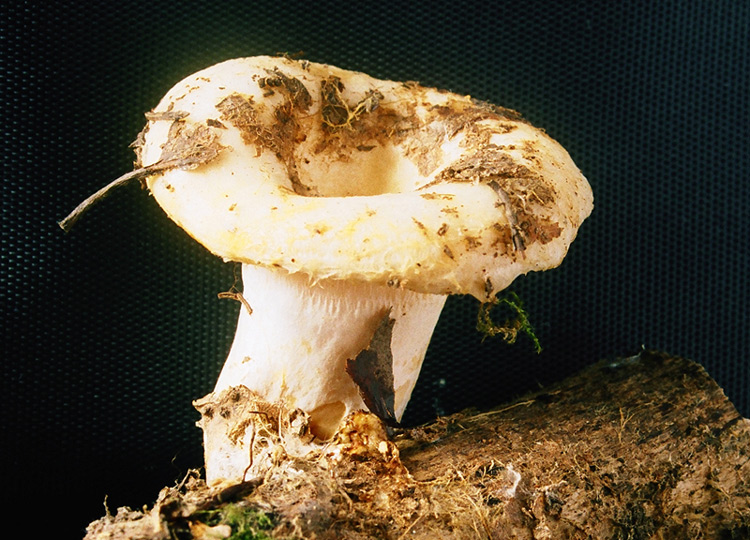
Ryzec ohrnutý (Lactarius resimus)
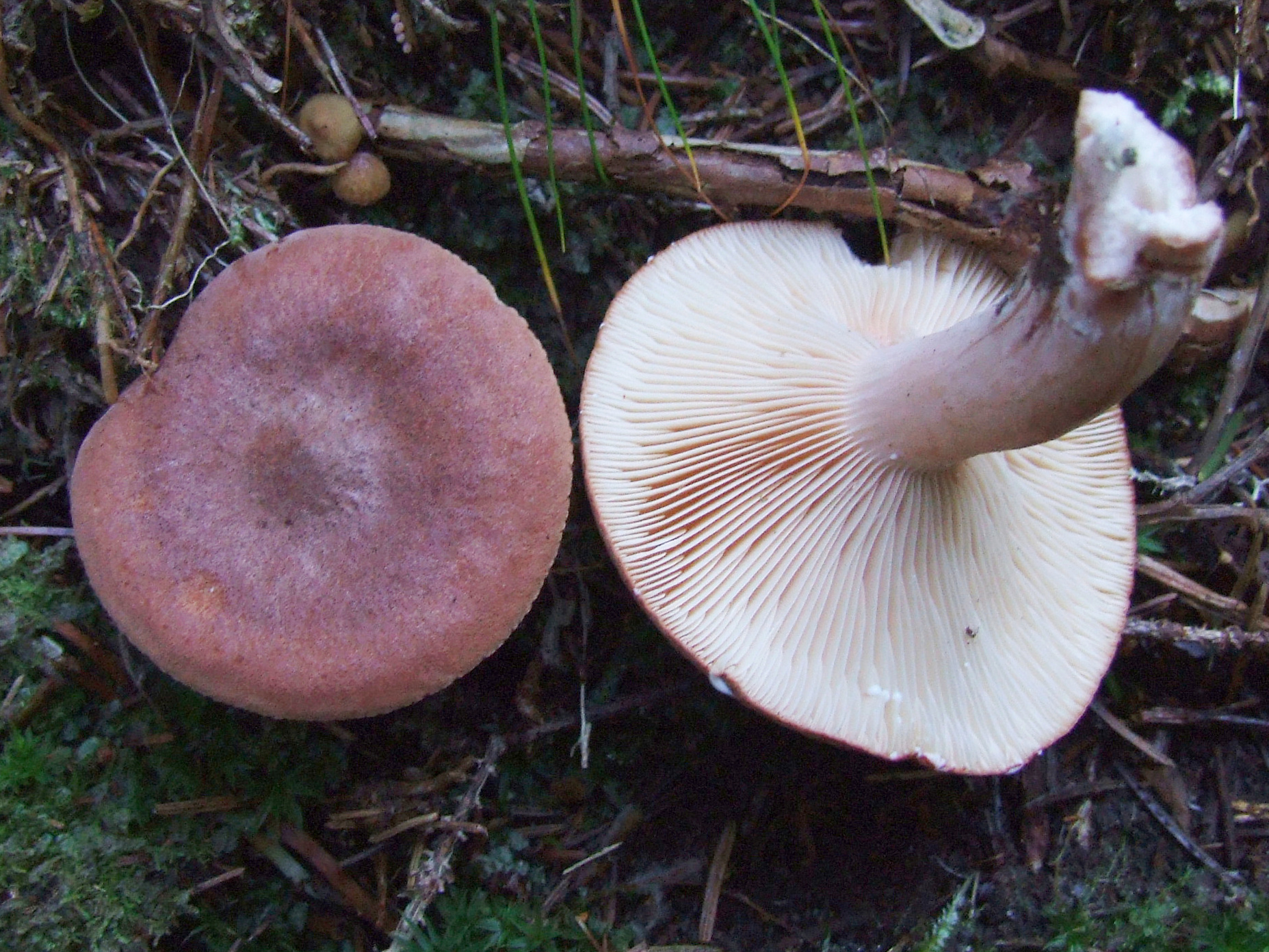
Ryzec ryšavý (Lactarius rufus)
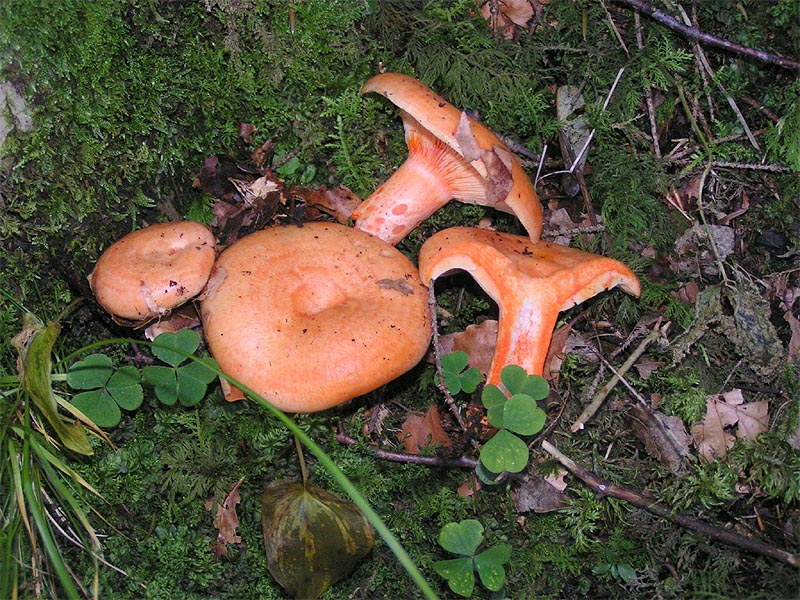
Ryzec lososový (Lactarius salmonicolor)
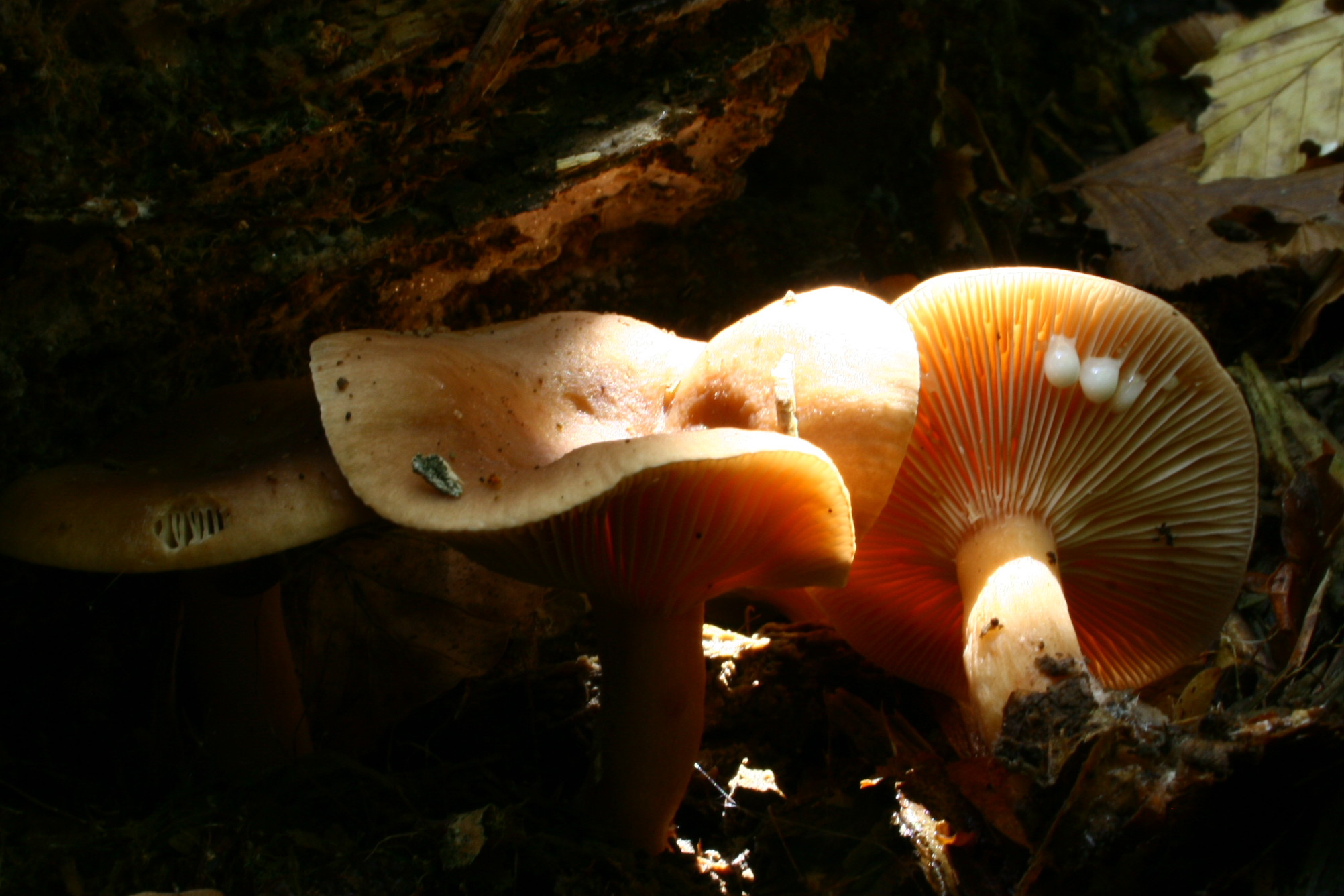
Ryzec nasládlý (Lactarius subdulcis)
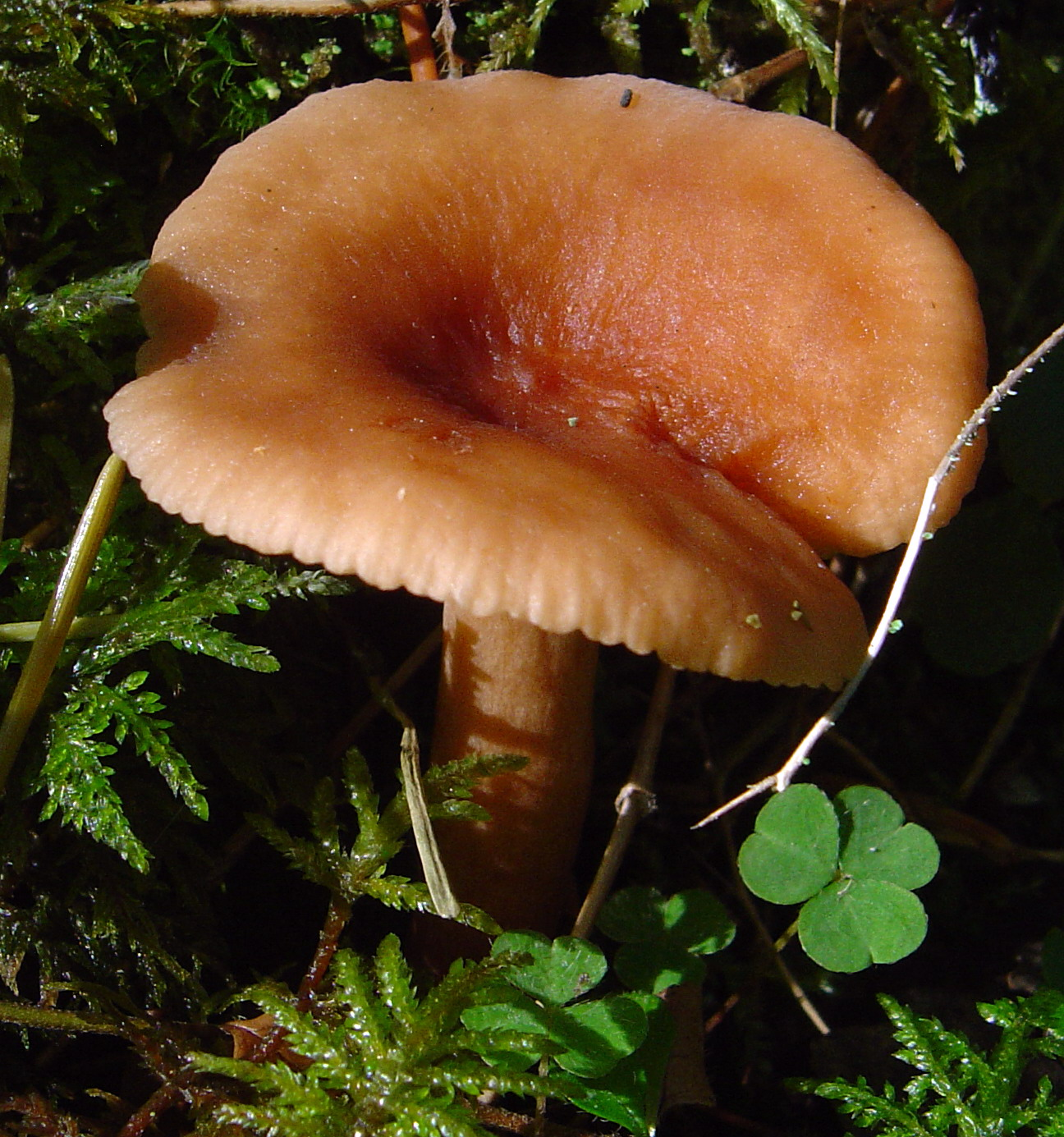
Ryzec liškový (Lactarius theiogalus)
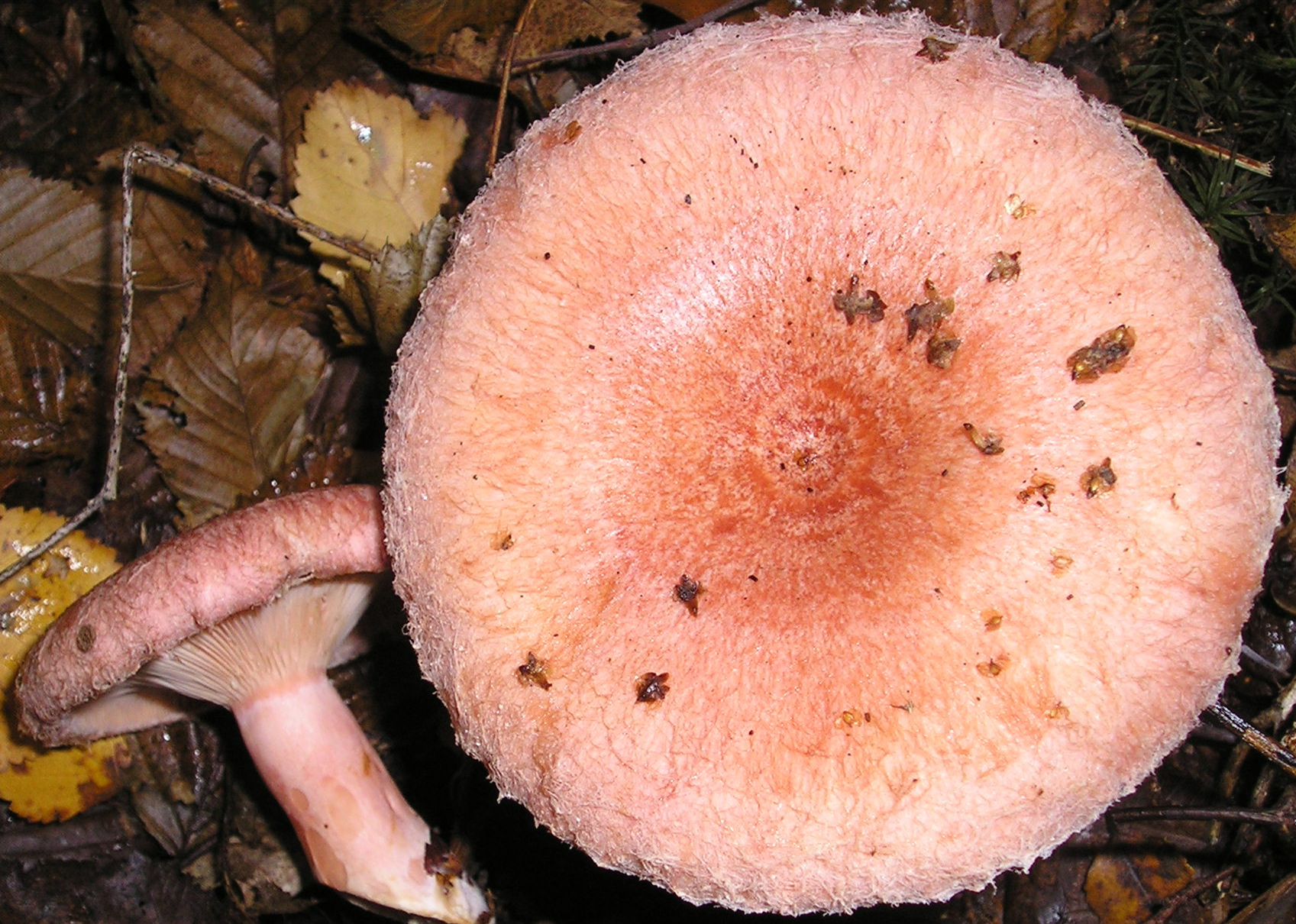
Ryzec kravský (Lactarius torminosus)
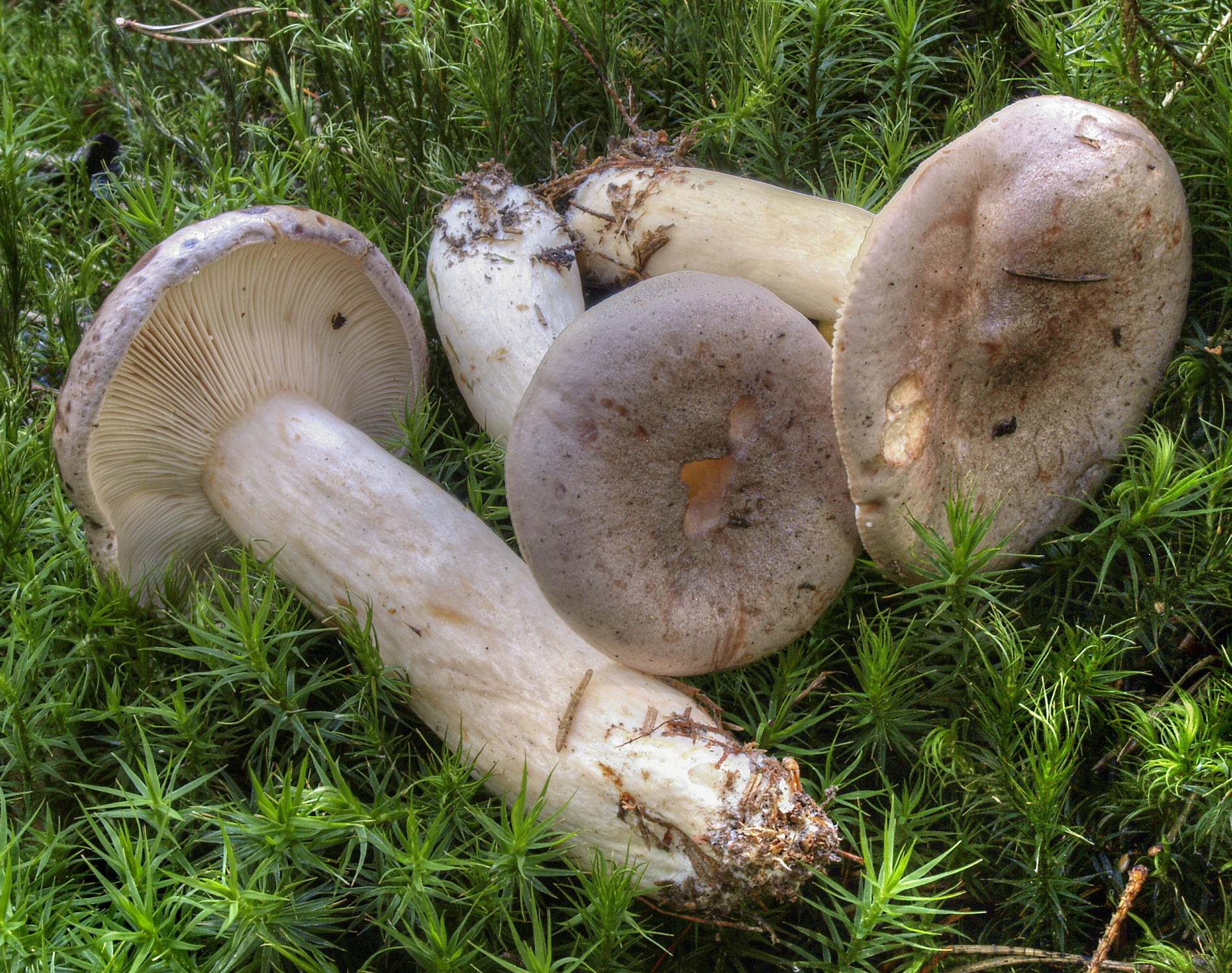
Ryzec severský (Lactarius trivialis)
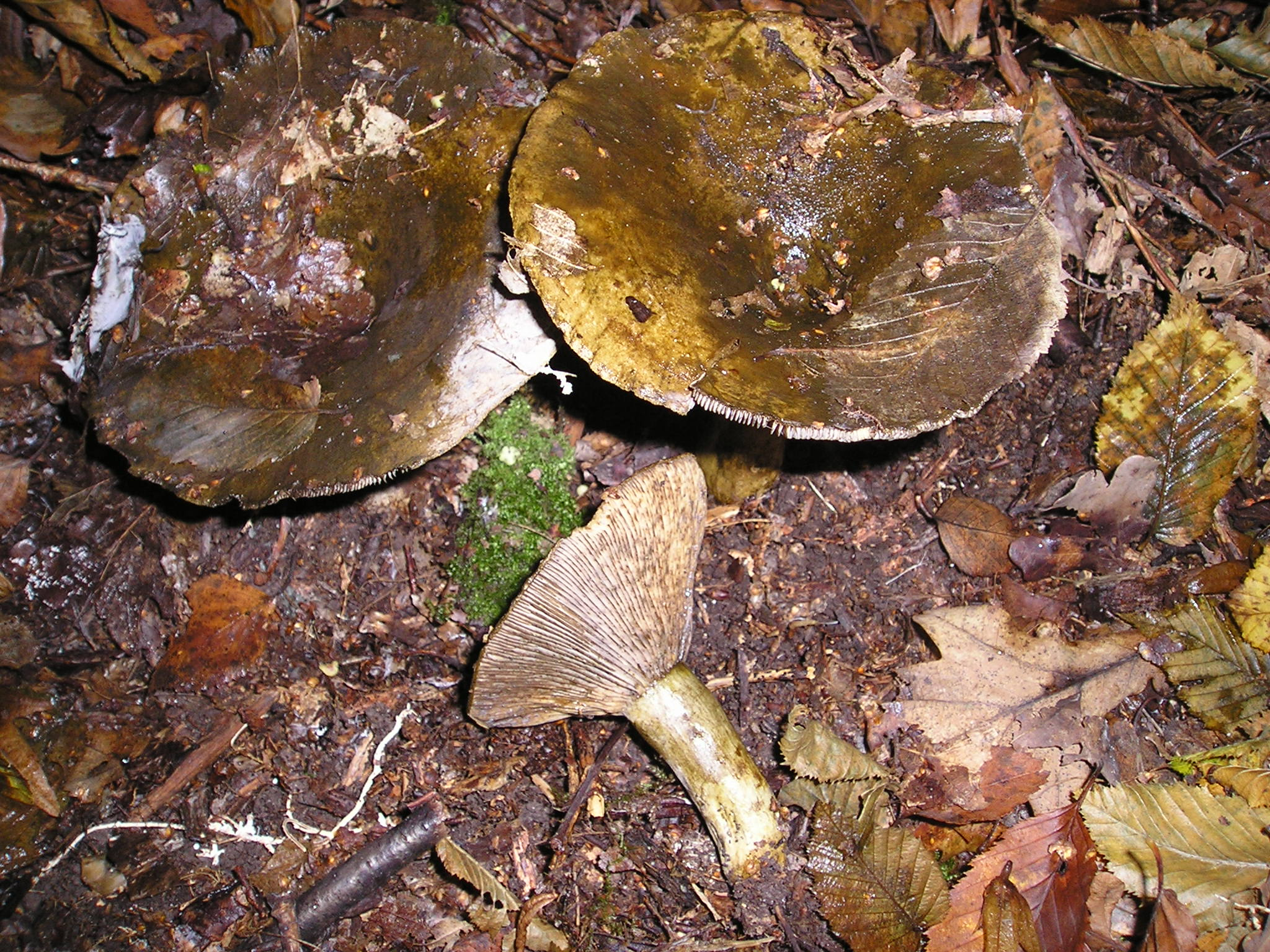
Ryzec šeredný (Lactarius turpis)
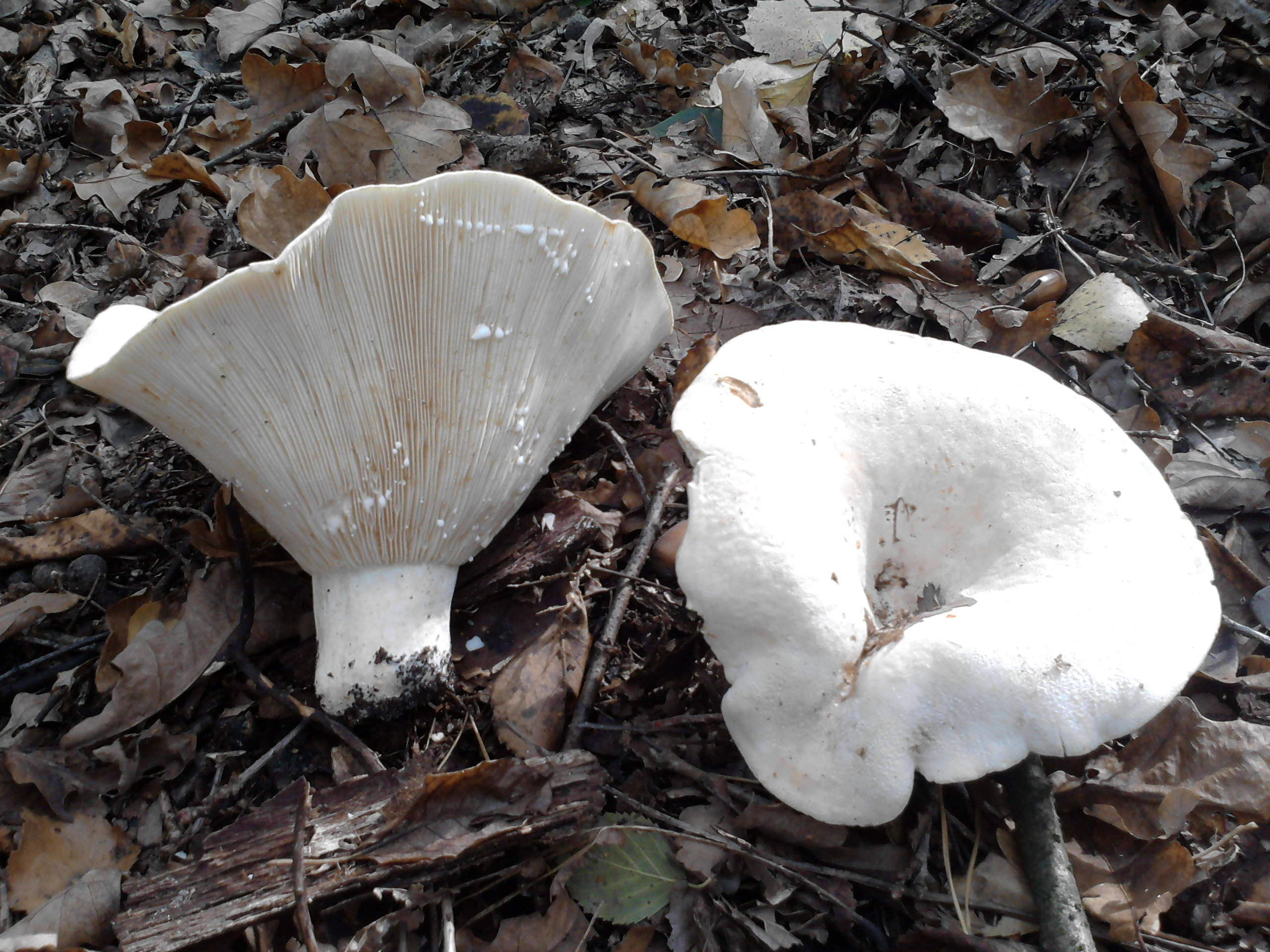
Ryzec plstnatý (Lactarius vellereus)
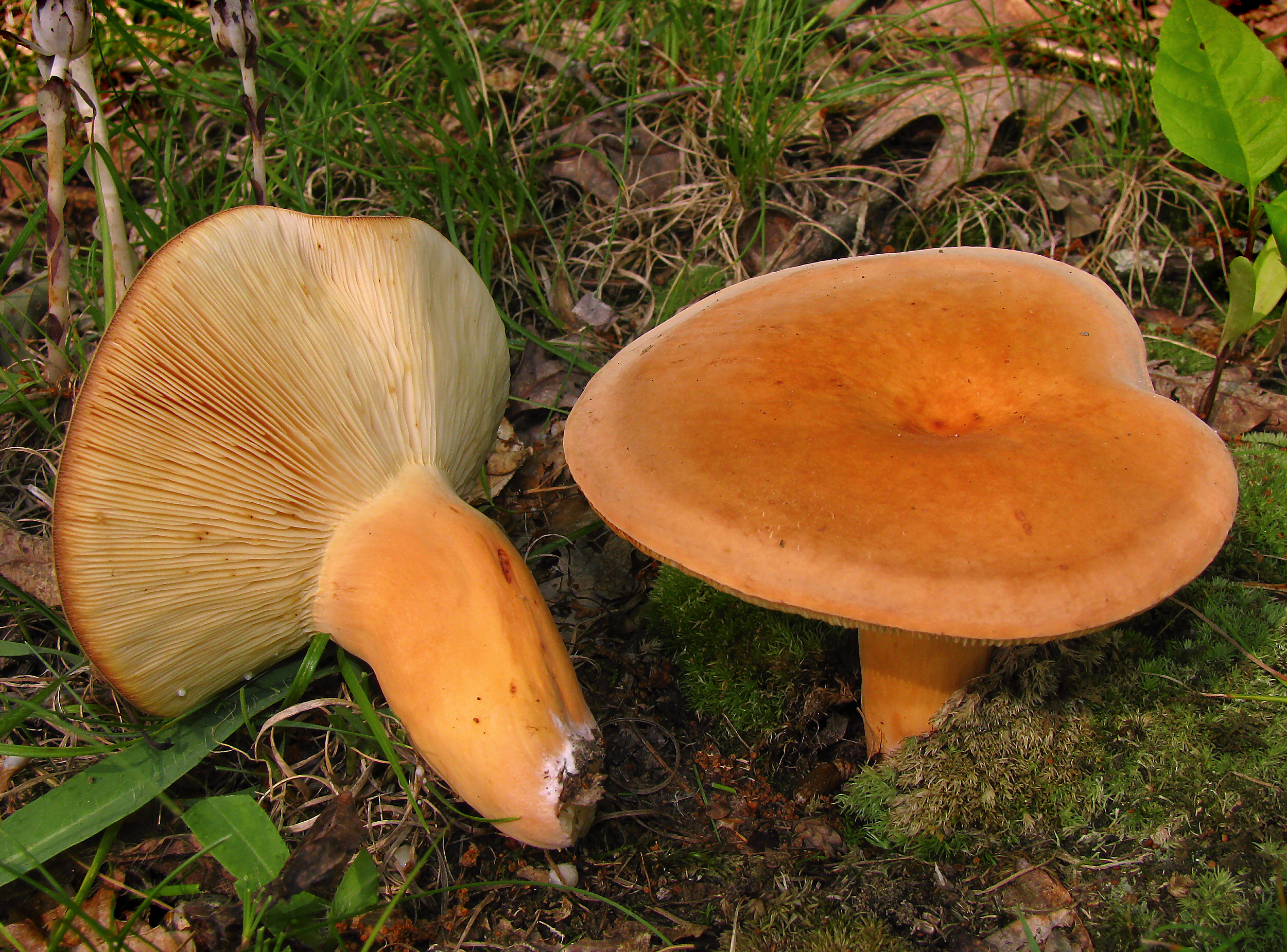
Ryzec syrovinka (Lactarius volemus)
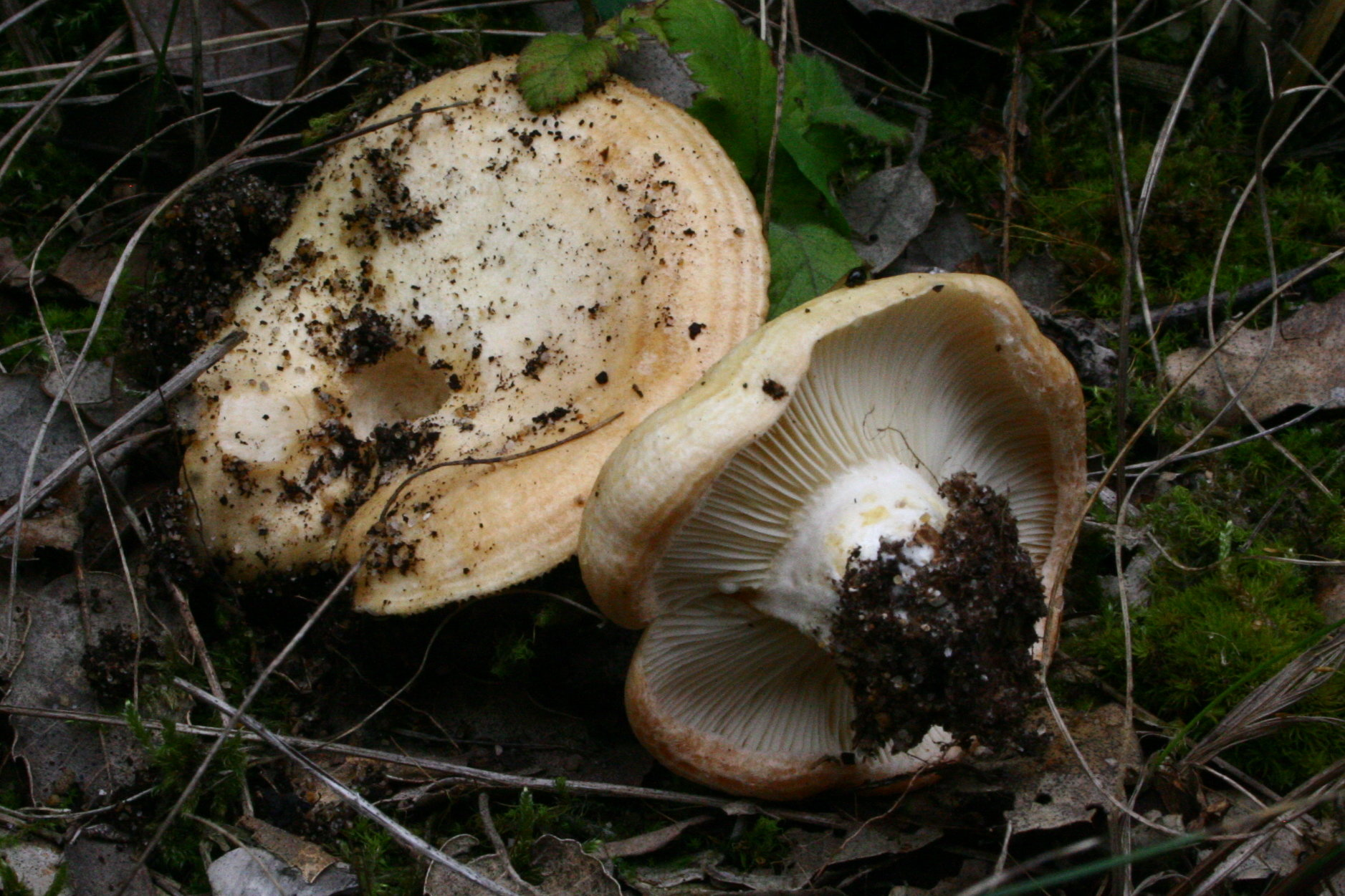
Ryzec pásovaný (Lactarius zonarius)

## Galerie
- Ryzec oranžový 
 (Lactarius aurantiacus)
- Ryzec zelený 
 (Lactarius blennius)
- Ryzec kafrový 
 (Lactarius camphoratus)
- Ryzec zlatomléčný 
 (Lactarius chrysorrheus)
- Ryzec osikový 
 (Lactarius controversus)
- Ryzec klamný 
 (Lactarius decipiens)
- Ryzec pravý 
 (Lactarius deliciosus)
- Ryzec smrkový 
 (Lactarius deterrimus)
- Ryzec bukový 
 (Lactarius fluens)
- Ryzec žlutohnědý 
 (Lactarius fulvissimus)
- Ryzec zelenající 
 (Lactarius glaucescens)
- Ryzec vonný 
 (Lactarius glyciosmus)
- Ryzec hnědý 
 (Lactarius helvus)
- Ryzec játrohnědý 
 (Lactarius hepaticus)
- Ryzec černohlávek 
 (Lactarius lignyotus)
- Ryzec kokoska 
 (Lactarius mammosus)
- Ryzec bledý 
 (Lactarius pallidus)
- Ryzec datlí 
 (Lactarius picinus)
- Ryzec peprný 
 (Lactarius piperatus)
- Ryzec pýřitý 
 (Lactarius pubescens)
- Ryzec dubový 
 (Lactarius quietus)
- Ryzec ohrnutý 
 (Lactarius resimus)
- Ryzec ryšavý 
 (Lactarius rufus)
- Ryzec lososový 
 (Lactarius salmonicolor)
- Ryzec nasládlý 
 (Lactarius subdulcis)
- Ryzec liškový 
 (Lactarius theiogalus)
- Ryzec kravský 
 (Lactarius torminosus)
- Ryzec severský 
 (Lactarius trivialis)
- Ryzec šeredný 
 (Lactarius turpis)
- Ryzec plstnatý 
 (Lactarius vellereus)
- Ryzec syrovinka 
 (Lactarius volemus)
- Ryzec pásovaný 
 (Lactarius zonarius)

## Využití
Ryzce pravý a smrkový jsou uvedeny na seznamu volně rostoucích a pěstovaných jedlých hub určených k přímému prodeji nebo k dalšímu průmyslovému zpracování pro potravinářské účely.